# Временное правительство Сирии
Вре́менное прави́тельство Си́рии (араб. الحكومة السورية المؤقتة‎) — альтернативное правительство Сирии, сформированное представителями сирийской оппозиции в противовес действующему правительству президента Башара Асада. Образовано 18 марта 2013 года во время гражданской войны в Сирии и формально действует на подконтрольных повстанцам районах. Штаб-квартира правительства находится в городе Газиантеп (Турция), где с момента своего создания оно функционирует как правительство в изгнании.

## История
На конференции, состоявшейся в Стамбуле 19 марта 2013 года, члены Национальной коалиции избрали Хасана Хитто премьер-министром Временного правительства Сирии. Хитто объявил, что будет сформировано техническое правительство с 10-12 министрами. Министр обороны должен быть избран «Свободной сирийской армией». По состоянию на 3 апреля 2013 года организация «базируется в изгнании и не имеет организационной базы внутри Сирии». Было заявлено, что новые министерства не будут размещены в одном месте, а будут распределены по регионам, которые находятся под контролем сирийской оппозиции.
Христианин, курд и женщина входят в состав назначенного кабинета; Ахмад Рамадан, член Национальной коалиции, заявил, что кабинет был назначен на меритократической основе. Ассирийский компонент Национальной коалиции заявил, что им не было уделено никакого внимания при выборе кабинета министров. Генеральная Ассамблея выполняет административную функцию. Временный кабинет министров был распущен 22 июля 2014 года. Новый кабинет министров был сформирован 14 октября 2014 года.
В январе 2015 года Временное правительство Сирии получило от США 6 миллионов долларов-первое финансирование такого рода. Эти средства должны были быть использованы для восстановления и укрепления местного самоуправления в удерживаемых оппозицией районах Сирии, таких как Северный Алеппо и северо-западный Идлиб, а Временное правительство планирует расширить свои действия в северной Латакии и Северной Хаме в последующие месяцы.
Временное правительство Сирии было главным гражданским органом власти на большей части удерживаемых оппозицией районов Сирии. Его система административных местных советов управляет такими службами, как школы и больницы в этих районах. В декабре 2015 года SIG основала Свободный университет Алеппо (FAU) в качестве альтернативы государственным университетам; по оценкам, в начале 2018 года в FAU было обучено 7000 студентов, причем кампусы находились на территории, контролируемой оппозицией, в пяти провинциях. В январе 2018 года SIG переместила администрацию университета из Идлиба в город Башкатин на западе от Алеппо.
В конце сентября 2016 года министр местного самоуправления Временного правительства Сирии был среди десятка человек, убитых террористом-смертником ИГ в южном городе Инхиль
К августу 2017 года сирийское Временное правительство перестало выплачивать заработную плату рабочим, и работа в рамках Временного правительства стала добровольной работой.
К концу 2017 года Временное правительство Сирии председательствовало в 12 провинциальных советах и более чем в 400 выборных местных советах. В 2017 году оно провело выборы по всей провинции Идлиб. Он также управляло крупным пограничным переходом между Сирией и Турцией, который приносило примерно 1 миллион долларов дохода каждый месяц
30 декабря 2017 года по меньшей мере 30 группировок, действующих под знаменем Временного правительства Сирии, объединились в единую вооруженную группу после четырёх месяцев подготовки. Премьер-министр и министр обороны Джавад Абу Хатаб объявил о формировании Сирийской национальной армии после встречи с командирами повстанцев в городе Азаз. Новообразованный корпус утверждал, что имеет 22 000 бойцов, многие из которых обучены и оснащены Турцией. Национальный Фронт Освобождения также примыкает к Временному правительству Сирии, хотя и не входит в состав национальной армии. В октябре 2019 года было объявлено, что отряды, действовавшие в составе Национальной армии и Фронта национального освобождения Сирии, отныне будут действовать под командованием единой регулярной армии.

## Премьеры
|     | Фото | Имя                 | Начало полномочий | Окончание полномочий | Партия                         | Партия                         | Примечания                                 |
| --- | ---- | ------------------- | ----------------- | -------------------- | ------------------------------ | ------------------------------ | ------------------------------------------ |
| —   |      | Хасан Хитто         | 18 марта 2013     | 14 сентября 2013     | Независимый                    | Независимый                    | Ушел в оставку 8 июля.                     |
| 1   |      | Ахмед Тумах         | 14 сентября 2013  | 22 июля 2014         | Независимый                    | Независимый                    | —                                          |
| (1) |      | Ахмед Тумах         | 14 октября 2014   | 17 мая 2016          | Независимый                    | Независимый                    | Второй срок.                               |
| 2   |      | Джавад Абу Хаттаб   | 17 мая 2016       | 10 марта 2019        | Независимый                    | Независимый                    | —                                          |
| 3   |      | Абдуррахман Мустафа | 30 июня 2019      | 30 января 2025       | Сирийско-туркменская ассамблея | Сирийско-туркменская ассамблея | Подал в отставку. Правительство распущено. |

## Кабинет министров
| Имя                     | Должность                   | Вступил в должность |
| ----------------------- | --------------------------- | ------------------- |
| Мухаммед Фарис          | Министр обороны             | 11 сентября 2017    |
| Джавад Абу Хатаб        | Министр внутренних дел      | 12 июля 2016        |
| Абдель Монейм Альхалаби | Министр финансов            | 12 июля 2016        |
| Мохаммед аль-Джунди     | Министр здравоохранения     | 12 июля 2016        |
| Абдул Азиз аль-Дугем    | Министр высшего образования | 12 июля 2016        |
| Имад аль-Барк           | Министр просвещения         | 12 июля 2016        |
| Якуб аль-Аммар          | Министр регионов            | 12 июля 2016        |
| Джамаль Калаш           | Министр сельского хозяйства | 12 июля 2016        |
| Абдулла Раззук          | Министр гос.службы          | 12 июля 2016        |